# Adonisea hulstia
Adonisea hulstia är en fjärilsart som beskrevs av Johann Gottlieb Otto Tepper 1883. Adonisea hulstia ingår i släktet Adonisea och familjen nattflyn. Inga underarter finns listade i Catalogue of Life.